# 九丝城镇
九丝城镇，是中华人民共和国四川省宜宾市兴文县下辖的一个乡镇级行政单位。2019年8月，撤销毓秀苗族乡，将其所属行政区域划归九丝城镇管辖。

## 行政区划
九丝城镇下辖以下地区：
僰城社区、新建村、龙泉村、宝元村、新民村、新丰村、坪山村、柏杨村、红旗村、政治村、东风村、九丝村、新合村、簸峡村、高兴村、红胜堰村和双合村、迎春村、和新村、胜利村、惠源村和鲵源村。